# Kolpotocheirodon
Kolpotocheirodon és un gènere de peixos de la família dels caràcids i de l'ordre dels caraciformes.

## Taxonomia
- Kolpotocheirodon figueiredoi (Malabarba, Lima & Weitzman, 2004)[3][4]
- Kolpotocheirodon theloura (Malabarba & Weitzman, 2000)[1][5][6][7][8][9][10][11]